# Журавлёв, Михаил Данилович
Михаи́л Дани́лович Журавлёв (1902—1975) — советский деятель здравоохранения, заслуженный врач Карело-Финской ССР (1948), заслуженный врач РСФСР (1960), педагог. Министр здравоохранения Карело-Финской ССР (1946—1956). Депутат Верховного Совета Карело-Финской ССР от Петрозаводска (1947—1951), Верховного Совета Карельской АССР (1956—1959),

## Биография
Родился в семье фельдшера.
В 1922 году окончил Петрозаводскую фельдшерско-акушерскую школу, заведовал Корбозерским фельдшерско-акушерским пунктом и отделом здравоохранения Пудожского уезда.
В 1925 году направлялся делегатом от Карельской АССР на Первый Всероссийский съезд сельских врачей.
В 1930 году окончил 2-й Ленинградский медицинский институт.
С 1930 года заведовал Лоухским районным отделом здравоохранения, работал главным врачом-хирургом больницы в селе Кереть.
С 1932 года — главный врач Кемской городской больницы, с 1933 года — врач-ординатор Петрозаводской хирургической лечебницы и преподаватель анатомии и хирургии Петрозаводской фельдшерско-акушерской школы.
С 1939 года — в рядах Советской армии, участник советско-финской войны (1939—1940), командир медико-санитарного батальона. С 1940 года — хирург Петрозаводского госпиталя.
Участник Великой Отечественной войны — ведущий хирург эвакогоспиталя 446, далее служил в полевых и армейских госпиталях Карельского и 2-го Белорусского фронтов, майор.
На его счету несколько тысяч операций, спасших жизни многим раненым советским солдатам и офицерам. На фронте обеспечил приём и оказание помощи в сутки до 800 раненым. Занимался подготовкой персонала врачей и санитаров госпиталей в условиях военного времени. Работал старшим хирургом госпиталей Северной группы войск в Германии.
С октября 1946 года — министр здравоохранения Карело-Финской ССР, кандидат в члены президиума ЦК КП(Б) Карело-Финской ССР.
В 1956—1962 годах — главный врач Петрозаводской городской больницы.

## Награды
- Медаль «За боевые заслуги» (1940)
- Орден Отечественной войны 1 степени (11.05.1945)
- Орден Отечественной войны 2 степени (25.12.1943)
- Орден Красной Звезды (16.10.1944)
- Орден Трудового Красного Знамени
- Заслуженный врач Карело-Финской ССР (1948)
- Заслуженный врач РСФСР (1960)

## Сочинения
- Журавлёв, М. Д. За жизнь советских воинов // Незабываемое: Воспоминания о Великой Отечественной войне. — Петрозаводск., 1967. — С.102-111.
- Журавлёв, М. Д. История Петрозаводской городской больницы за 40 лет (1920—1960 гг.) / М. Д. Журавлев // Сборник научных работ врачей Карельской АССР. — Петрозаводск, 1960. — Вып. 3. — С. 11-18.